# Ali Kardoš
Ali Kardoš, slovenski politični delavec, publicist, časnikar, * 4. februar 1914, Murska Sobota, † (?) februar 1945, Flossenbürg, Nemčija.

## Življenjepis
Po končanem šolanju za trgovskega pomočnika v Čakovcu se je zaposlil v murskosoboški tovarni perila, kjer je leta 1934 izgubil službo zaradi pomoči stavkajočim delavcem. V Komunistično partijo Jugoslavije je bil sprejet leta 1933 in bil nato sekretar prve partijske celice v Prekmurju. V letih 1934-36 je bil v Murski Soboti in Ljubljani upravnik časopisa Ljudska pravica. Pred vojno se je udeležil I. konference KPS 17. in 18. aprila 1938 v Šmiglovi zidanci in II. konference KPS na Silvestrovi noči 1940 v Joštovem mlinu pri Medlogu. Leta 1939 je postal član okrožnega komiteja KPS za Prekmurje. Februarja 1940 je bil aretiran in interniran v Bileći. Po vrnitvi domov so ga madžarske oblasti leta 1941 zaradi sodelovanja z narodnoosvobodilno borbo ponovno aretirale in poslale v taborišče v Bor od koder so ga leta 1944 nemški okupatorji odpeljali v koncentracijsko taborišče Flossenbürg, kjer je umrl.